# Geodetična precesija
Geodétična precesija (tudi geodétični pojàv, de Sittrova precesíja, de Sittrov pojàv ali Fokkerjeva precesíja) je fizikalni pojav pri katerem ukrivljenost prostor-časa, ki jo predvideva splošna teorija relativnosti, vpliva na vektor vzdolž krožečega se telesa. Vektor je na primer lahko vrtilna količina žiroskopa, ki kroži okrog Zemlje na satelitu Gravity Probe B. Geodetično precesijo je prvi predlagal  Willem de Sitter leta 1916, ko je podal relativistične popravke za gibanje sistema Zemlja-Luna. Njegovo delo je leta 1918 razširil Jan Arnoldus Schouten, leta 1920 pa Adriaan Daniël Fokker. Lahko se uporabi tudi na določeno sekularno precesijo astronomskih tirov, kar je enakovredno vrtenju vektorja LRL.
Izraz geodetična precesija ima različna pomena, saj se gibajoče telo lahko vrti ali ne. Nevrteča telesa se gibljejo po geodetkah, vrteča se telesa pa po deloma različnih tirih.
Razlika med geodetično precesijo in Lense-Thirringovo precesijo (povlek prostora) je v tem, da je geodetična precesija preprosto posledica osrednje mase, Lense-Thirringova precesija pa je posledica njenega vrtenja. Skupna precesija se izračuna s kombinacijo geodetične precesije z Lense-Thirringovo precesijo.

## Eksperimentalna potrditev
Geodetično precesijo so potrdili do točnosti pod 0,5 % s pomočjo satelita Gravity Probe B, ki je med avgustom 2004 in decembrom 2010 meril naklon osi vrtenja giroskopa v Zemljinem tiru. Po preskusu so satelit pustili v polarnem tiru na višini 642 km. Prve rezultate preskusa so objavili 14. aprila 2007 na srečanju Ameriškega fizikalnega društva v Jacksonvilleu, Florida.

## Izraz za geodetično precesijo
Za izpeljavo izraza za geodetično precesijo se obravnava vrteči sistem v Schwarzschildovi metriki. Nevrteča metrika je:
{\displaystyle \mathrm {d} s^{2}=\mathrm {d} t^{2}\left(1-{\frac {2m}{r}}\right)-\mathrm {d} r^{2}\left(1-{\frac {2m}{r}}\right)^{-1}-r^{2}(\mathrm {d} \theta ^{2}+\sin ^{2}\theta \,\mathrm {d} \phi '^{2})\!\,,}
pri čemer je {\displaystyle c=\kappa =1\!\,}.
Uvede se vrteči koordinatni sistem s takšno kotno hitrostjo {\displaystyle \omega \!\,}, da satelit v krožnem tiru v ravnini θ = π/2 ostaja v mirovanju. To da:
{\displaystyle \mathrm {d} \phi =\mathrm {d} \phi '-\omega \,\mathrm {d} t\!\,.}
V tem koordinatnem sistemu opazovalec v radialni legi r vidi vektor v r, ki se vrti s kotno frekvenco ω. Isti opazovalec vidi vektor z neko drugo vrednostjo r, ko se vrti z različno hitrostjo, zaradi relativističnega podaljšanja časa. Če se Schwarzschildova metrika transformira v vrteči se sistem in privzame, da je {\displaystyle \theta \!\,} konstantna, velja:
{\displaystyle \mathrm {d} s^{2}=\left(1-{\frac {2m}{r}}-r^{2}\beta \omega ^{2}\right)\left(\mathrm {d} t-{\frac {r^{2}\beta \omega }{1-2m/r-r^{2}\beta \omega ^{2}}}\,\mathrm {d} \phi \right)^{2}-\mathrm {d} r^{2}\left(1-{\frac {2m}{r}}\right)^{-1}-{\frac {r^{2}\beta -2mr\beta }{1-2m/r-r^{2}\beta \omega ^{2}}}\,\mathrm {d} \phi ^{2}\!\,,}
kjer je {\displaystyle \beta =\sin ^{2}\theta }. Za telo, ki koži v tiru v ravnini θ = π/2, je β = 1, in bo njegova svetovnica ves čas ohranjala konstantne prostorske koordinate. Sedaj je metrika v kanonični obliki:
{\displaystyle \mathrm {d} s^{2}=e^{2\Phi }\left(\mathrm {d} t-w_{i}\,\mathrm {d} x^{i}\right)^{2}-k_{ij}\,\mathrm {d} x^{i}\,\mathrm {d} x^{j}\!\,.}
Iz kanonične oblike se lahko določi stopnja kroženja žiroskopa v lastnem času:
{\displaystyle \Omega ={\frac {\sqrt {2}}{4}}e^{\Phi }[k^{ik}k^{jl}(\omega _{i,j}-\omega _{j,i})(\omega _{k,l}-\omega _{l,k})]^{1/2}={\frac {{\sqrt {\beta }}\omega (r-3m)}{r-2m-\beta \omega ^{2}r^{3}}}={\sqrt {\beta }}\omega \!\,.}
kjer zadnja enakost velja za prostopadajoče opazovalce brez pospeška in je tako {\displaystyle \Phi ,_{i}=0}. To vodi do:
{\displaystyle \Phi ,_{i}={\frac {2m/r^{2}-2r\beta \omega ^{2}}{2(1-2m/r-r^{2}\beta \omega ^{2})}}=0\!\,.}
Rešitev enačbe za ω da:
{\displaystyle \omega ^{2}={\frac {m}{r^{3}\beta }}\!\,.}
To je dejansko Keplerjev zakon za periode, ki je velja relativistično, če se izrazi s členi časovne koordinate t tega izbranega vrtečega se koordinatnega sistema. V vrtečem se sistemu satelit ostaja v mirovanju, opazovalec na satelitu vidi vektor vrtilne količine žiroskopa, ki precesira s hitrostjo ω. Ta opazovalec vidi tudi, da se oddaljene zvezde vrtijo z malo drugačno hitrostjo zaradi podaljšanja časa. Naj je τ lastni čas žiroskopa. Potem sledi:
{\displaystyle \Delta \tau =\left(1-{\frac {2m}{r}}-r^{2}\beta \omega ^{2}\right)^{1/2}\,\mathrm {d} t=\left(1-{\frac {3m}{r}}\right)^{1/2}\,\mathrm {d} t\!\,.}
Člen −2m/r predstavlja gravitacijsko odaljšanje časa, dodatni člen  −m/r pa je posledica vrtenja tega referenčnega sistema. Naj je α' akumulirana precesija v vrtečem se sistemu. Ker je {\displaystyle \alpha '=\Omega \Delta \tau \!\,}, je vrednost precesije enega obrata na krožnem tiru relativno glede na oddaljene zvezde enaka:
{\displaystyle \alpha =\alpha '+2\pi =-2\pi {\sqrt {\beta }}{\Bigg (}\left(1-{\frac {3m}{r}}\right)^{1/2}-1{\Bigg )}\!\,.}
S Taylorjevo vsto prvega reda je približno enaka:
{\displaystyle \alpha \approx {\frac {3\pi m}{r}}{\sqrt {\beta }}={\frac {3\pi m}{r}}\sin \theta \!\,.}